# Goele Dewanckel
Goele Dewanckel (Roeselare, 23 juni 1959) is een Belgische illustrator van kinderboeken.

## Leven
Dewanckel studeerde Functionele grafiek aan het Sint-Lucasinstituut in Gent. Daar doceerde ze eerst Grafische vormgeving en later Illustratie. Ze werkte ook als vormgeefster maar richtte haar aandacht uiteindelijk enkel op tekenen. Ze illustreert kinderboeken en romans voor volwassenen.

## Werk
Haar illustratiewerk heeft een evolutie doorgemaakt. Boeken als Zeg me dat het niet zal sneeuwen, Moenie worry nie of Wachten op Venusta hebben een robuuste lijnvoering en een spaarzaam kleurgebruik, waardoor het op houtsneden lijkt. Dewanckel werkt echter met een dikke borstel en plakkaatverf en geeft matte kleuren. In het boek Ik verveel me nooit gebruikt ze meer kleuren. In Zeven kleuren bitter en Het mooie meisje is het effect van houtsneden nagenoeg verdwenen. Het kleurenpalet is breder en genuanceerder, de lijnen zijn vloeiender. Dewanckel probeert alles wat de tekst vertelt weer te geven in het personage, het karakter, de sfeer, de emotie, de spanning.
Haar werk werd onder meer bekroond met twee Boekenpauwen, een Vlag en Wimpel en speciale vermelding in Bologna.

## Bekroningen
- 1999: Boekenpauw voor Zeg me dat het niet zal sneeuwen
- 2003: Vlag en Wimpel (Penseeljury) voor Ik verveel me nooit
- 2005: Boekenpauw voor Het mooie meisje